# Poleth Méndes
Poleth Méndes (4 de febrero de 1996) es una deportista ecuatoriana que compite en atletismo adaptado. Es hermana de la también atleta Anaís Méndez.
Ganó dos medallas en los Juegos Paralímpicos de Verano, oro en Tokio 2020 y bronce en París 2024.

## Palmarés internacional
| Juegos Paralímpicos | Juegos Paralímpicos | Juegos Paralímpicos | Juegos Paralímpicos |
| Año                 | Lugar               | Medalla             | Prueba              |
| ------------------- | ------------------- | ------------------- | ------------------- |
| 2020                | Tokio (Japón)       | Medalla de oro      | Peso F20            |
| 2024                | París (Francia)     | Medalla de bronce   | Peso F20            |